# Malaconothrus cornutus
Malaconothrus cornutus är en kvalsterart som beskrevs av Hammer 1973. Malaconothrus cornutus ingår i släktet Malaconothrus och familjen Malaconothridae. Inga underarter finns listade i Catalogue of Life.